# Пемброк-Пайнс
Пемброк-Пайнс (англ. Pembroke Pines) — місто (англ. city) в США, в окрузі Бровард на південному сході штату Флорида, на узбережжі Атлантичного океану, північне передмістя Маямі. Населення — 171 178 осіб (2020).
Місто засноване 1960 року.

## Географія
Пемброк-Пайнс розташований за координатами 26°1′16″ пн. ш. 80°20′25″ зх. д. / 26.02111° пн. ш. 80.34028° зх. д. (26.021239, -80.340396).  За даними Бюро перепису населення США в 2010 році місто мало площу 90,19 км², з яких 85,79 км² — суходіл та 4,40 км² — водойми.

### Клімат
| Клімат : Пемброк-Пайнс | Клімат : Пемброк-Пайнс | Клімат : Пемброк-Пайнс | Клімат : Пемброк-Пайнс | Клімат : Пемброк-Пайнс | Клімат : Пемброк-Пайнс | Клімат : Пемброк-Пайнс | Клімат : Пемброк-Пайнс | Клімат : Пемброк-Пайнс | Клімат : Пемброк-Пайнс | Клімат : Пемброк-Пайнс | Клімат : Пемброк-Пайнс | Клімат : Пемброк-Пайнс | Клімат : Пемброк-Пайнс |
| Показник               | Січ.                   | Лют.                   | Бер.                   | Квіт.                  | Трав.                  | Черв.                  | Лип.                   | Серп.                  | Вер.                   | Жовт.                  | Лист.                  | Груд.                  | Рік                    |
| Середній максимум, °C  | 23,9                   | 25,0                   | 26,1                   | 27,8                   | 30,0                   | 31,7                   | 32,2                   | 32,2                   | 31,7                   | 30,0                   | 27,2                   | 25,0                   | 28,6                   |
| Середній мінімум, °C   | 13,9                   | 15,0                   | 16,7                   | 18,9                   | 21,7                   | 23,9                   | 23,9                   | 24,4                   | 23,9                   | 22,2                   | 18,9                   | 15,6                   | 19,9                   |
| Норма опадів, мм       | 67                     | 85                     | 91                     | 89                     | 157                    | 249                    | 188                    | 203                    | 240                    | 163                    | 99                     | 61                     | 1692                   |
| ---------------------- | ---------------------- | ---------------------- | ---------------------- | ---------------------- | ---------------------- | ---------------------- | ---------------------- | ---------------------- | ---------------------- | ---------------------- | ---------------------- | ---------------------- | ---------------------- |
| Джерело:               |                        |                        |                        |                        |                        |                        |                        |                        |                        |                        |                        |                        |                        |

## Демографія
Згідно з переписом 2010 року, у місті мешкало 154 750 осіб у 56 873 домогосподарствах у складі 40 646 родин. Густота населення становила 1716 осіб/км².  Було 61703 помешкання (684/км²).
Расовий склад населення:
| - 67,3 % — білих - 19,8 % — чорних або афроамериканців - 4,9 % — азіатів - 0,3 % — корінних американців - 4,4 % — осіб інших рас |

До двох чи більше рас належало 3,3 %. Частка іспаномовних становила 41,4 % від усіх жителів.
За віковим діапазоном населення розподілялося таким чином: 23,7 % — особи молодші 18 років, 61,5 % — особи у віці 18—64 років, 14,8 % — особи у віці 65 років та старші. Медіана віку мешканця становила 39,5 року. На 100 осіб жіночої статі у місті припадало 85,9 чоловіків;  на 100 жінок у віці від 18 років та старших — 80,8 чоловіків також старших 18 років.
Середній дохід на одне домашнє господарство  становив 76 432 долари США (медіана — 61 279), а середній дохід на одну сім'ю — 89 222 долари (медіана — 76 365). Медіана доходів становила 51 931 долар для чоловіків та 43 531 долар для жінок. За межею бідності перебувало 8,1 % осіб, у тому числі 8,0 % дітей у віці до 18 років та 13,9 % осіб у віці 65 років та старших.
Цивільне працевлаштоване населення становило 78 621 особа. Основні галузі зайнятості: освіта, охорона здоров'я та соціальна допомога — 22,8 %, роздрібна торгівля — 13,9 %, науковці, спеціалісти, менеджери — 12,6 %.